# Свистуны (земноводные)
Свистуны (лат. Leptodactylus) — род бесхвостых земноводных из семейства свистуновых. Латинское название означает «тонкопалые», и происходит от др.-греч. λεπτό — «тонкий» и др.-греч. δάκτυλος — «палец».

## Распространение
Ареал рода охватывает Южную Америку, Вест-Индию и южную часть Северной Америки.

## Описание
Размер представителей рода колеблется от 3 до 20 см. Наблюдается половой диморфизм: у значительного количества видов самцы крупнее самок, однако есть виды, где самки крупнее самцов. Голова толстая, глаза довольно большие. Барабанная перепонка заметна, имеет округлую форму. Туловище массивное, рёбра отсутствуют. Задние конечности длиннее передних. Пальцев обычно 3-5, у большинства видов второй палец задней лапы длиннее других. Плавательная перепонка преимущественно слабо выражена или совсем отсутствует. голос самцов напоминает свист.
В окраске преобладают коричневые, бурые, зелёные и оливковые тона, зачастую с различными пятнами, крапинками или тонкими полосками более светлого цвета. Брюхо, как правило, белое или бежевое. У многих видов верхняя губа белого цвета.

## Образ жизни
Обитают в тропических и субтропических лесах, травянистых лугах, саваннах и полупустынях. Ведут наземный или полуводный образ жизни. Активные ночью. Питаются преимущественно различными беспозвоночными.

## Размножение
Это яйцекладущие земноводные. Самки откладывают 1000—2000 яиц в ямку или своеобразное гнездо, которое располагается в воде.

## Классификация
На ноябрь 2018 года в род включают 74 вида:
- Leptodactylus albilabris (Günther, 1859) — Карибский свистун
- Leptodactylus bolivianus Boulenger, 1898 — Оливковый свистун , или боливийский древолаз
- Leptodactylus bufonius Boulenger, 1894 — Гладконогий свистун
- Leptodactylus caatingae Heyer and Juncá, 2003
- Leptodactylus camaquara Sazima and Bokermann, 1978
- Leptodactylus chaquensis Cei, 1950 — Чакский свистун
- Leptodactylus colombiensis Heyer, 1994
- Leptodactylus cunicularius Sazima and Bokermann, 1978
- Leptodactylus cupreus Caramaschi, Feio, and São Pedro, 2008
- Leptodactylus didymus Heyer, García-Lopez, and Cardoso, 1996
- Leptodactylus diedrus Heyer, 1994
- Leptodactylus discodactylus Boulenger, 1884 — Ванзолиния
- Leptodactylus elenae Heyer, 1978 — Белобугорчатый свистун
- Leptodactylus fallax Müller, 1926 — Антильский свистун
- Leptodactylus flavopictus Lutz, 1926 — Желтопятнистый свистун
- Leptodactylus fragilis (Brocchi, 1877) — Пятнистый свистун
- Leptodactylus furnarius Sazima and Bokermann, 1978 — Бразильский свистун
- Leptodactylus fuscus (Schneider, 1799) — Бурый свистун
- Leptodactylus gracilis (Duméril and Bibron, 1840) — Гребнистый свистун
- Leptodactylus griseigularis (Henle, 1981)
- Leptodactylus guianensis Heyer and de Sá, 2011
- Leptodactylus hylodes (Reinhardt and Lütken, 1862)
- Leptodactylus insularum Barbour, 1906
- Leptodactylus jolyi Sazima and Bokermann, 1978 — Горный свистун
- Leptodactylus knudseni Heyer, 1972 — Зеленоватый свистун
- Leptodactylus labrosus Jiménez de la Espada, 1875 — Прибрежный свистун
- Leptodactylus labyrinthicus (Spix, 1824) — Лабиринтовый свистун
- Leptodactylus laticeps Boulenger, 1918 — Франтоватый свистун
- Leptodactylus latinasus Jiménez de la Espada, 1875 — Южноамериканский свистун
- Leptodactylus latrans (Steffen, 1815) — Глазчатый свистун
- Leptodactylus lauramiriamae Heyer and Crombie, 2005
- Leptodactylus leptodactyloides (Andersson, 1945)
- Leptodactylus lithonaetes Heyer, 1995
- Leptodactylus longirostris Boulenger, 1882 — Гвианский свистун
- Leptodactylus macrosternum Miranda-Ribeiro, 1926 — Саванный свистун
- Leptodactylus magistris Mijares-Urrutia, 1997
- Leptodactylus marambaiae Izecksohn, 1976 — Светлополосый свистун
- Leptodactylus melanonotus (Hallowell, 1861) — Черноспинный свистун
- Leptodactylus myersi Heyer, 1995
- Leptodactylus mystaceus (Spix, 1824) — Белоусый свистун
- Leptodactylus mystacinus (Burmeister, 1861) — Усатый свистун
- Leptodactylus natalensis Lutz, 1930
- Leptodactylus nesiotus Heyer, 1994
- Leptodactylus notoaktites Heyer, 1978 — Приморский свистун
- Leptodactylus oreomantis Carvalho, Leite, and Pezzuti, 2013
- Leptodactylus paraensis Heyer, 2005
- Leptodactylus pascoensis Heyer, 1994
- Leptodactylus pentadactylus (Laurenti, 1768) — Пятипалый свистун
- Leptodactylus peritoaktites Heyer, 2005
- Leptodactylus petersii (Steindachner, 1864)
- Leptodactylus plaumanni Ahl, 1936 — Близнецовый свистун
- Leptodactylus podicipinus (Cope, 1862)
- Leptodactylus poecilochilus (Cope, 1862) — Роющий свистун
- Leptodactylus pustulatus (Peters, 1870) — Пастбищный свистун
- Leptodactylus rhodomerus Heyer, 2005
- Leptodactylus rhodomystax Boulenger, 1884 — Изменчивый свистун
- Leptodactylus rhodonotus (Günther, 1869) — Оранжевоногий свистун
- Leptodactylus riveroi Heyer and Pyburn, 1983 — Амазонский свистун
- Leptodactylus rugosus Noble, 1923 — Гранитный свистун
- Leptodactylus sabanensis Heyer, 1994
- Leptodactylus savagei Heyer, 2005
- Leptodactylus sertanejo Giaretta and Costa, 2007
- Leptodactylus silvanimbus McCranie, Wilson, and Porras, 1980 — Гондурасский свистун
- Leptodactylus spixi Heyer, 1983 — Свистун Спикса
- Leptodactylus stenodema Jiménez de la Espada, 1875 — Скромный свистун
- Leptodactylus syphax Bokermann, 1969 — Краснобрюхий свистун
- Leptodactylus tapiti Sazima and Bokermann, 1978
- Leptodactylus troglodytes Lutz, 1926 — Подземный свистун
- Leptodactylus turimiquensis Heyer, 2005
- Leptodactylus validus Garman, 1888
- Leptodactylus vastus Lutz, 1930
- Leptodactylus ventrimaculatus Boulenger, 1902 — Атлантический свистун
- Leptodactylus viridis Jim and Spirandeli Cruz, 1973 — Зелёный свистун
- Leptodactylus wagneri (Peters, 1862)

## Фото
- Оливковый свистун
- Бурый свистун
- Пятнистый свистун
- Гребнистый свистун